# HPK Naiset
HPK Naiset  - żeński klub piłki siatkowej z Finlandii. Swoją siedzibę ma w Hämeenlinna. Został założony w 2009.

## Sukcesy
Mistrzostwo Finlandii:
- 2016, 2018
- 2010, 2012, 2017, 2019
- 2011, 2014, 2015

Puchar Finlandii:
- 2018

### Polki w klubie
| Lata gry | Imię i nazwisko |
| -------- | --------------- |
| 2017     | Kinga Kasprzak  |